# Tarnalelesz
Tarnalelesz är en ort i Ungern.   Den ligger i provinsen Heves, i den norra delen av landet, 100 km nordost om huvudstaden Budapest. Tarnalelesz ligger 227 meter över havet och antalet invånare är 1 805.
Terrängen runt Tarnalelesz är varierad. Runt Tarnalelesz är det ganska glesbefolkat, med 45 invånare per kvadratkilometer. Närmaste större samhälle är Arló, 16,0 km norr om Tarnalelesz. I omgivningarna runt Tarnalelesz växer i huvudsak lövfällande lövskog.